# Aliaksei Shostak
Aliaksei Shostak (en bielorruso: Аляксей Шостак; Minsk, Bielorrusia, 8 de febrero de 1995) es un deportista estadounidense que compite en gimnasia en la modalidad de trampolín.
Ganó cuatro medallas en el Campeonato Mundial de Gimnasia en Trampolín entre los años 2019 y 2023, y una medalla de oro en los Juegos Panamericanos de 2023.

## Palmarés internacional
| Campeonato Mundial   | Campeonato Mundial       | Campeonato Mundial | Campeonato Mundial |
| Año                  | Lugar                    | Medalla            | Prueba             |
| -------------------- | ------------------------ | ------------------ | ------------------ |
| 2019                 | Tokio (Japón)            | Medalla de plata   | Equipo mixto       |
| 2022                 | Sofía (Bulgaria)         | Medalla de plata   | Equipo mixto       |
| 2023                 | Birmingham (Reino Unido) | Medalla de oro     | Equipo mixto       |
| 2023                 | Birmingham (Reino Unido) | Medalla de plata   | Sincronizado       |
| Juegos Panamericanos |                          |                    |                    |
| Año                  | Lugar                    | Medalla            | Prueba             |
| 2023                 | Santiago (Chile)         | Medalla de oro     | Sincronizado       |